# Ažbe Jug
Ažbe Jug (ur. 3 marca 1992 w Mariborze) – słoweński piłkarz występujący na pozycji bramkarza w słoweńskim klubie NK Maribor. Wychowanek NK Maribor, w swojej karierze grał także w takich zespołach jak NK Interblock oraz Girondins Bordeaux. Były młodzieżowy reprezentant Słowenii.

## Statystyki kariery
(aktualne na dzień 4 lutego 2015)
| Klub               | Sezon              | Liga               | Liga  | Liga   | Puchary krajowe | Puchary krajowe | Europa | Europa | Suma  | Suma   |
| Klub               | Sezon              | Liga               | Mecze | Bramki | Mecze           | Bramki          | Mecze  | Bramki | Mecze | Bramki |
| ------------------ | ------------------ | ------------------ | ----- | ------ | --------------- | --------------- | ------ | ------ | ----- | ------ |
| Interblock         | 2009/10            | 1. SNL             | 10    | 0      | 3               | 0               | 0      | 0      | 13    | 0      |
| Interblock         | 2010/11            | 2. HNL             | 14    | 0      | 2               | 0               | –      | –      | 16    | 0      |
| Girondins Bordeaux | 2010/11            | Ligue 1            | 0     | 0      | 0               | 0               | –      | –      | 0     | 0      |
| Girondins Bordeaux | 2011/12            | Ligue 1            | 0     | 0      | 0               | 0               | –      | –      | 0     | 0      |
| Girondins Bordeaux | 2012/13            | Ligue 1            | 0     | 0      | 0               | 0               | 0      | 0      | 0     | 0      |
| Girondins Bordeaux | 2013/14            | Ligue 1            | 1     | 0      | 0               | 0               | 0      | 0      | 1     | 0      |
| Girondins Bordeaux | 2014/15            | Ligue 1            | 2     | 0      | 1               | 0               | –      | –      | 3     | 0      |
| Sporting CP        | 2015/16            | Primeira Liga      | 0     | 0      | 1               | 0               | 0      | 0      | 1     | 0      |
| Ogólnie w karierze | Ogólnie w karierze | Ogólnie w karierze | 27    | 0      | 7               | 0               | 0      | 0      | 34    | 0      |